# 엑토르 비넨트
엑토르 비넨트 차론(스페인어: Héctor Vinent Cháron, 1972년 7월 25일~)은 쿠바의 권투 선수이다. 1992년 하계 올림픽과 1996년 하계 올림픽에서 라이트웰터급 금메달을 획득했으며, 세계 선수권 대회 2연속 우승을 달성했다.